# Bandy-Weltmeisterschaft 1989
Die 16. Bandy-Weltmeisterschaft wurde vom 29. Januar bis 5. Februar 1989 in der Sowjetunion ausgetragen. Die Sowjetunion gewann im Finale gegen Finnland mit 12:2.
Die fünf Mannschaften spielten in der Hauptrunde jeweils einmal gegeneinander. Die Hauptrundenerste und -zweite qualifizierte sich für das Finale. Der Dritte und Vierte trafen im Spiel um Platz drei noch einmal aufeinander.

## Austragungsorte
Gespielt wurde in den Städten Moskau und Krasnogorsk. Die Spiele in Moskau wurden im Olimpijskij ausgetragen, das für die Olympischen Sommerspiele 1980 erbaut worden war.

## Teilnehmer
Am Turnier nahmen folgende fünf Mannschaften teil:
| 4 aus Europa      | Schweden (Titelverteidiger) | Finnland | Norwegen | Sowjetunion (Gastgeber) |  |
| 1 aus Nordamerika | USA                         |          |          |                         |  |

## Spielrunde

### Hauptrunde
| 29. Januar 1989 | Schweden    | 2:4  | Finnland    | Olimpijskij, Moskau |
| 29. Januar 1989 | Sowjetunion | 7:0  | Norwegen    | Olimpijskij, Moskau |
| 30. Januar 1989 | Norwegen    | 7:1  | USA         | Olimpijskij, Moskau |
| 31. Januar 1989 | USA         | 0:13 | Finnland    | Krasnogorsk         |
| 31. Januar 1989 | Schweden    | 3:2  | Sowjetunion | Olimpijskij, Moskau |
| 1. Februar 1989 | Norwegen    | 1:4  | Schweden    | Krasnogorsk         |
| 2. Februar 1989 | Finnland    | 4:1  | Norwegen    | Olimpijskij, Moskau |
| 2. Februar 1989 | Sowjetunion | 14:1 | USA         | Olimpijskij, Moskau |
| 3. Februar 1989 | USA         | 0:19 | Schweden    | Olimpijskij, Moskau |
| 3. Februar 1989 | Finnland    | 4:6  | Sowjetunion | Olimpijskij, Moskau |

### Abschlusstabelle der Hauptrunde
| Pl. |             | Sp | S | U | N | Tore | Diff | Punkte |
| 1.  | Sowjetunion | 4  | 3 | 0 | 1 | 29:8 | +21  | 6      |
| 2.  | Schweden    | 4  | 3 | 0 | 1 | 28:7 | +21  | 6      |
| 3.  | Finnland    | 4  | 3 | 0 | 1 | 25:9 | +16  | 6      |
| 4.  | Norwegen    | 4  | 1 | 0 | 3 | 9:16 | −7   | 2      |
| 5.  | USA         | 4  | 0 | 0 | 4 | 2:53 | −51  | 0      |

- Es zählt der direkte Vergleich, nicht das Torverhältnis! Diese Tabelle berücksichtigt die Ergebnisse der drei punktgleichen Teams untereinander. Somit qualifizierten sich die Sowjetunion und Finnland für das Finale.

| Pl. |             | Sp | S | U | N | Tore | Diff | Punkte |
| 1.  | Sowjetunion | 2  | 1 | 0 | 1 | 8:7  | +1   | 2      |
| 2.  | Finnland    | 2  | 1 | 0 | 1 | 8:8  | 0    | 2      |
| 3.  | Schweden    | 2  | 1 | 0 | 1 | 5:6  | −1   | 2      |

### Platzierungsspiele

#### Spiel um Platz 3
| 5. Februar 1989 | Schweden | 6:0 | Norwegen | Olimpijskij, Moskau |

#### Finale
| 5. Februar 1989 | Sowjetunion | 12:2 | Finnland | Olimpijskij, Moskau 21 500 Zuschauer |

## Abschlussplatzierungen
| Platz                                                                                       | Land                                                                | Athleten |                                                                      |
| ------------------------------------------------------------------------------------------- | ------------------------------------------------------------------- | --- | -------------------------------------------------------------------- |
| 1                                                                                           | URS                                                                 | \| Aleksander Gospodtschikow Walerij Siptschin Sergei Zimin Igor Bondarenko Wiktor Stschakalin \| Andrei Jefremow Waleri Gratschew Irik Faschutdinow Wiktor Salomatow \| Wiktor Plawunow Maksim Poteschkin Andrei Sisow Sergei Lomanow \| Alexander Tsyganow Witali Anufrienko Nikolai Pasdnikow Alexei Djakow \| |                                                                      |
| 2 0                                                                                         | FIN                                                                 | |                                                                      |
| 3 0                                                                                         | SWE                                                                 | |                                                                      |
| 4 0                                                                                         | NOR                                                                 | |                                                                      |
| 5 0                                                                                         | USA                                                                 | |                                                                      |
| Aleksander Gospodtschikow Walerij Siptschin Sergei Zimin Igor Bondarenko Wiktor Stschakalin | Andrei Jefremow Waleri Gratschew Irik Faschutdinow Wiktor Salomatow | Wiktor Plawunow Maksim Poteschkin Andrei Sisow Sergei Lomanow | Alexander Tsyganow Witali Anufrienko Nikolai Pasdnikow Alexei Djakow |